# فلورنتينو مارتينيز
فلورنتينو مارتينيز (بالإسبانية: Florentino Martínez)‏ هو مصارع هاوي مكسيكي، ولد في 4 يوليو 1944 في مدينة مكسيكو في المكسيك.

## وصلات خارجية
- فلورنتينو مارتينيز على موقع قاعدة بيانات المصارعة الدولية (الإنجليزية)
- فلورنتينو مارتينيز على موقع أوليمبيديا (الإنجليزية)